# Sint-Hubertuskerk (Henis)
De Sint-Hubertuskerk is een kerkgebouw in Henis in de Belgische gemeente Tongeren-Borgloon in de provincie Limburg. De kerk staat op een kerkheuvel en wordt omgeven door een ommuurd kerkhof.
De kerk is de parochiekerk van het dorp en is gewijd aan Sint-Hubertus.

## Geschiedenis
De toren werd in de 13e eeuw gebouwd.
In 1421-1422 werd de toren gerestaureerd.
In 1856-1858 werden het schip en het koor gebouwd.

## Opbouw
Het neoromaanse pseudobasilicale gebouw bestaat uit een ingebouwde vierkante westtoren, een driebeukig schip met vijf traveeën en een koor met twee rechte traveeën en een halfronde koorsluiting. Het koor wordt door sacristieën geflankeerd. De toren is in breuksteen opgetrokken, met een plint van mergelsteen en kalksteen, hoekbanden, band en vensteromlijstingen van mergelsteen, het onderste gedeelte van de hoekbanden in kalksteen en een geprofileerde mergelstenen kroonlijst. In de noordgevel en de zuidgevel heeft de toren bevinden zich tweelichten met een deelzuiltje bestaande uit driepasbogen in een mergelstenen rondboog met negblokken in gebruik als galmgaten. In de westgevel van de toren bevinden zich twee smalle vensters met negblokken, waarvan de onderste met driepasboog, en een neoromaans portaal dat in de 19e eeuw werd toegevoegd. De toren wordt gedekt door een tentdak met leien. In de westgevel van het schip bevinden zich twee vierpassen. Het schip is opgetrokken in baksteen en heeft een plint van kalksteen, ornamenten, hoekbanden en maaswerk van de vensters in mergelsteen en de vensters zelf zijn ingediept en in baksteen. De sacristieën zijn in dezelfde stijl opgetrokken als het schip en worden gedekt door lessenaarsdaken. Het middenschip en het koor worden gedekt onder een zadeldak van leien, en de zijbeuken worden door lessenaarsdaken met leien gedekt. De middenbeuk wordt van de zijbeuken gescheiden door rondboogarcaden op zuilen met kalkstenen sokkels. Het schip wordt overwelft door kruisribgewelven gescheiden door rondboogvormige gordelbogen op schalken. Het koor wordt overwelft door straalgewelven.